# Boxvikstunneln
Boxvikstunneln som ligger på västra Orust strax väster om samhället Nösund är Sveriges första vägtunnel och den invigdes år 1958. Det är Sveriges näst kortaste vägtunnlar, 74 meter lång.
Det råder vissa diskussioner om huruvida Stenungsötunneln på Tjörnleden är äldre, men trafiken på Tjörnleden släpptes på först 1960.
Koordinater:
- Norra änden: 58°06′37″N 11°29′47″Ö / 58.11028°N 11.49639°Ö
- Södra änden: 58°06′35″N 11°29′49″Ö / 58.10972°N 11.49694°Ö

## Bilder

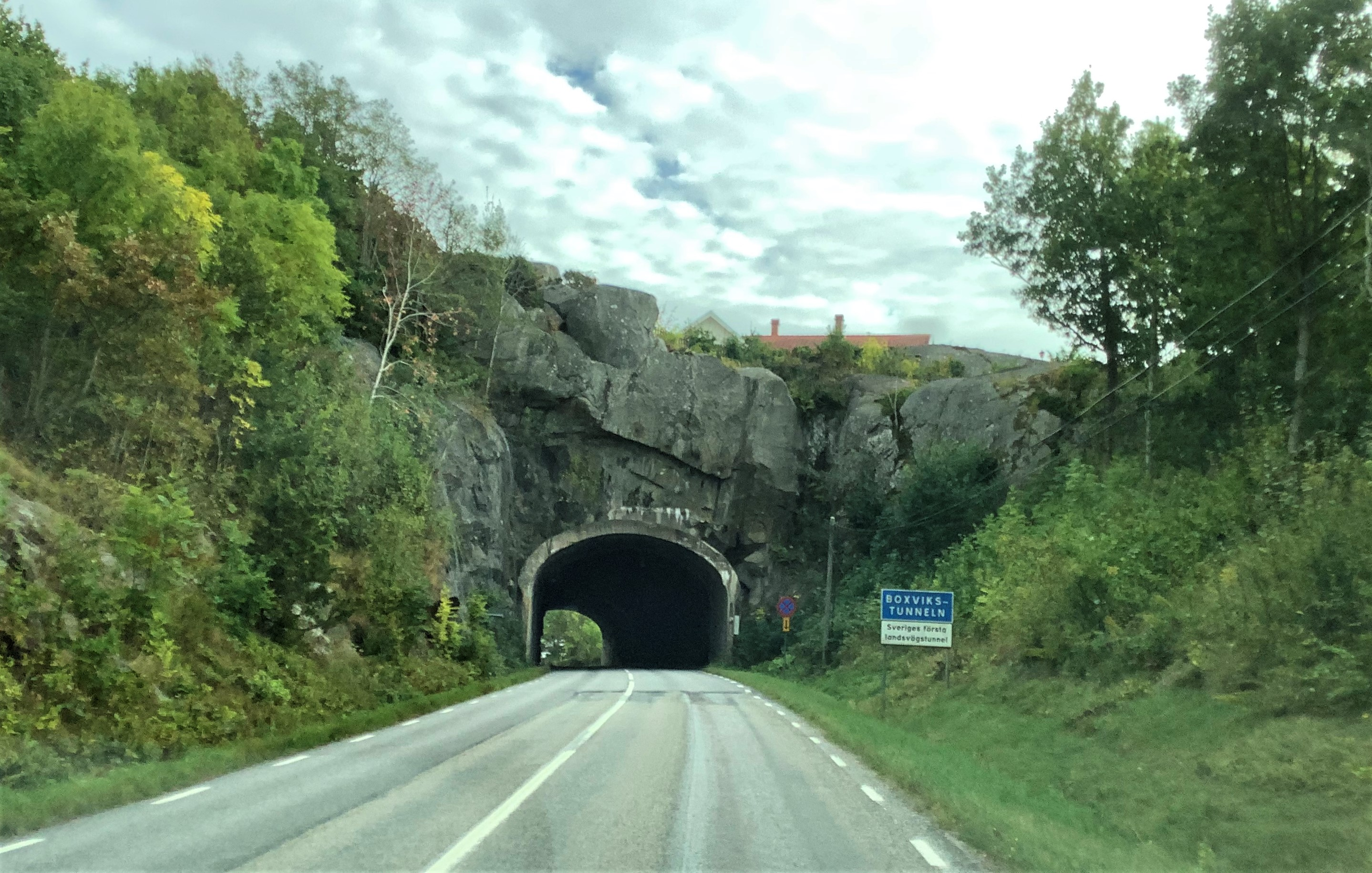
Boxvikstunneln från norr
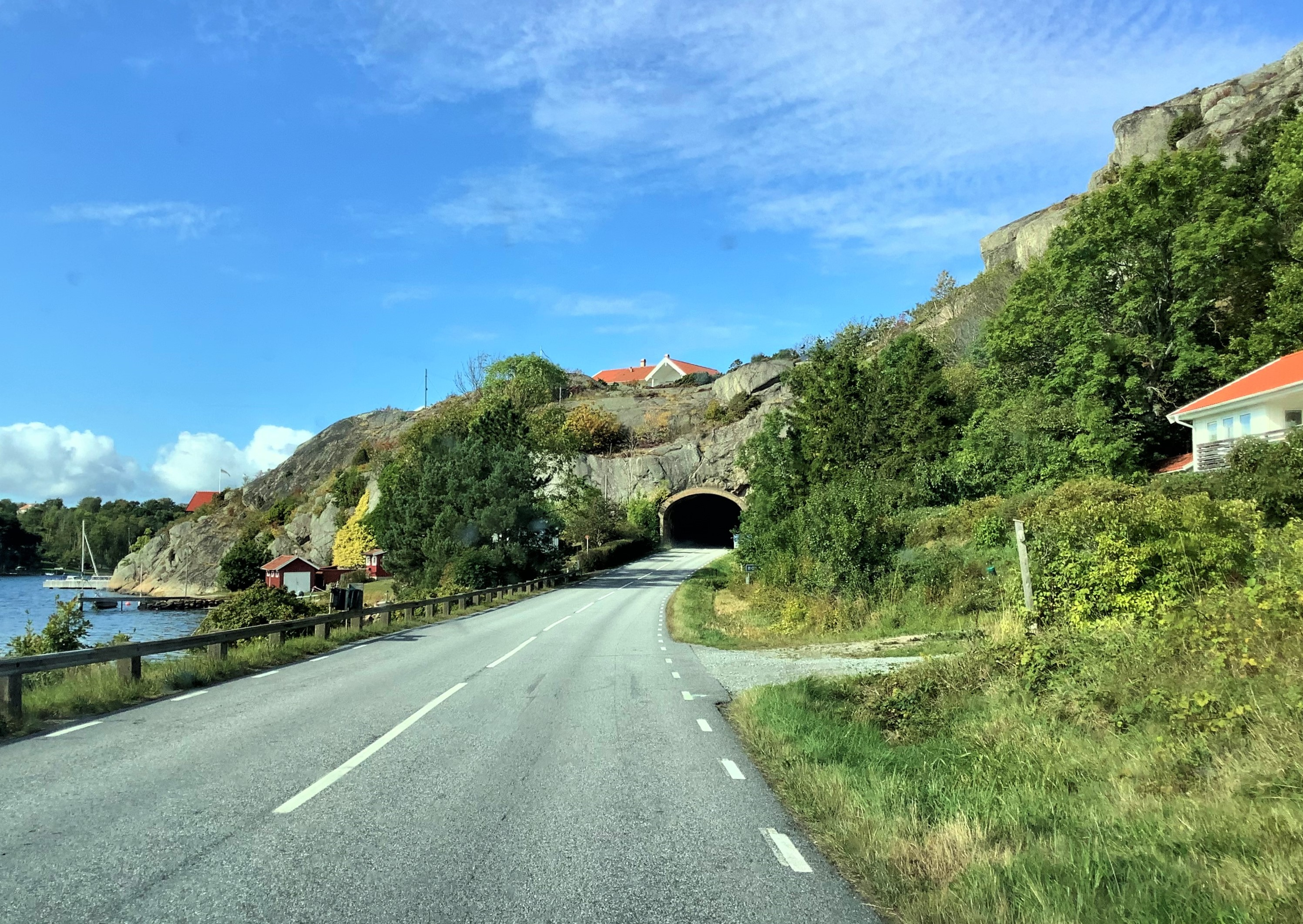
Boxvikstunneln från söder